# 박지하
박지하는 대한민국의 연주가이자 작곡가이다.
‘워멕스 WOMEX(Worldwide Music Expo)’, ‘클래시컬 넥스트 Classical: NEXT’ 등 세계적인 규모의 음악마켓의 공식 쇼케이스 아티스트로 선정 참가를 계기로 국제적으로 이름을 알리게 되었으며, 2020년 영국 런던의 바비칸센터 현대음악 프로그램 아티스트로 초청, 독일 '몬하임 트리엔날레 Monheim Triennale', 미국 국무부 주최 음악 프로그램 'One Beat' 펠로우 등의 국제적인 음악 행사에 아티스트로도 선정되었다.
2018년 독일의 음반사를 통해 전세계적으로 음반을 발매하였으며, 이후 영국의 BBC, 가디언 The Guardian, 미국 피치포크 Pitchfork 등 여러 음악 매체에서 호평을 받으며, 자신만의 독창적인 음악세계를 만들어 가고 있다는 평가를 받고있다.

## 음반

### 정규 음반
- 《Communion》 (2016) ©℗ 2018 tak:til /Glitterbeat Records
- 《Philos》 (2018) ©℗ 2019 tak:til /Glitterbeat Records
- 《The Gleam》 (2022) ©℗ 2022 tak:til /Glitterbeat Records
- 《All Living Things》 (2025) ©℗ 2025 tak:til /Glitterbeat Records

### 협업 음반
- 박지하 & 로이 클레어 포터 《To Call Out Into the Night》 (2022) ©℗ 2022 OTOROKU BBC Radio 3 Late Junction 라이브 세션 레코딩(2020. 02. 28. 런던 마이다베일 스튜디오)

### 사운드트랙
- 《Foe (Original Motion Picture Score)》 (2024) ©℗ 2023 Amazon Content Services, LLC

## 수상 및 선정
- 2022년 6월 독일 몬하임 트리엔날레 Monheim Triennale 16인의 아티스트 선정
- 2019년 2월 한국대중음악상 재즈 & 크로스오버-크로스오버 음반 부문 노미네이트_ [Philos]
- 2017년 10월 폴란드 카토비체 ‘WOMEX(Worldwide Music Expo)’ Official Selection_박지하 Park Jiha
- 2017년 5월 네덜란드 로테르담 ‘Classical: NEXT’ Official Selection_박지하 Park Jiha
- 2017년 10월 서울아트마켓 PAMS Choice 선정
- 2017년 2월 한국대중음악상 재즈&크로스오버-크로스오버 음반 부문 / 최우수 연주부문 노미네이트_[Communion]
- 2013. 09. 09. ~ 10. 05. 미국 국무부 주최 후원, 뱅온어캔(Bang on a Can), 파운드 사운드 네이션(Found Sound Nation) 기획 프로그램 ‘One Beat 2013’  펠로우 선정
- Our 50 favourite albums of 2019 (The Vinyl Factory)
- Global album of the month 2019. 06. (the Guardian)
- 15 Experimental Albums We Loved in 2018 (SPIN)
- THE 20 BEST AVANT-GARDE AND EXPERIMENTAL ALBUMS OF 2018 (PopMatters)
- Our 50 favourite albums of 2018 (The Vinyl Factory)
- World music album of the month 2018. 02. (the Guardian)
- The most exciting music of 2018 (BBC Culture)